# موافقة ضمنية
الموافقة الضمنية هي الموافقة التي لا يمنحها الشخص صراحة، بل يمنحها بشكل ضمني من خلال تصرفات الشخص ووقائع وظروف حالة معينة (أو في بعض الحالات، من خلال صمت الشخص أو تقاعسه). يشيع استخدام المصطلح في سياق قوانين القيادة في حالة سكر في الولايات المتحدة. لا توجد ولايات أمريكية تسمح بالموافقة الضمنية كذريعة للاغتصاب في محكمة قانونية.
جميع الولايات الأمريكية لديها قوانين ترخيص السائقين التي تنص على أن السائق المرخص قد أعطى موافقته الضمنية على جهاز التنفس المعتمد أو من خلال عينة دم من اختيارهم، أو بطريقة مماثلة لتحديد تركيز الكحول في الدم. قد تؤدي قوانين الموافقة الضمنية إلى معاقبة أولئك الذين يرفضون التعاون في اختبار الكحول في الدم بعد القبض على القيادة المشتبه في إعاقتهم، بما في ذلك العواقب المدنية مثل تعليق رخصة القيادة. 